# Michael Niavarani

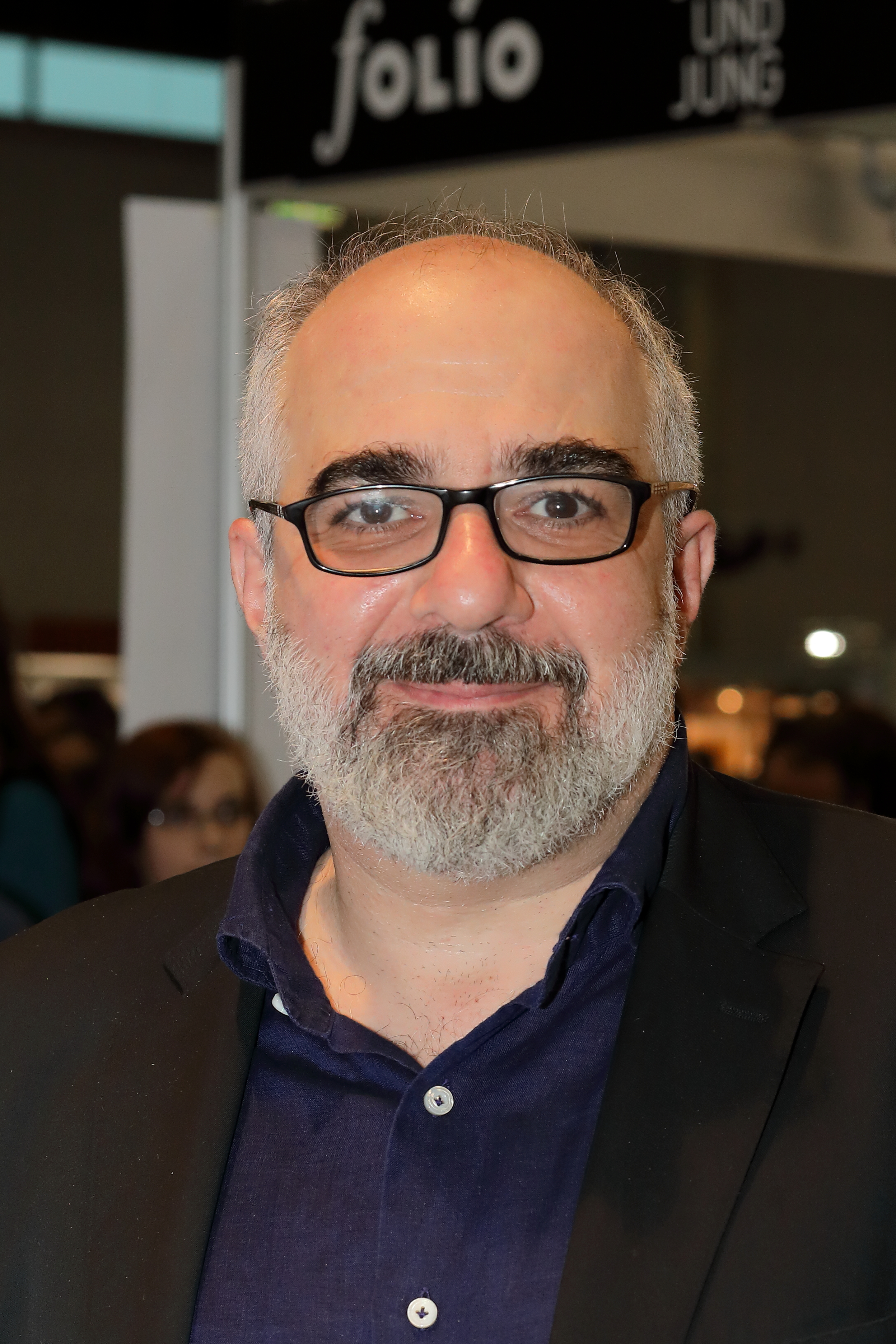
Michael Niavarani (2018)

Michael Niavarani (* 29. April 1968 in Wien) ist ein österreichischer Kabarettist, Schauspieler und Autor.

## Leben und Karriere
Michael Niavarani, Sohn eines Persers und einer Wienerin, absolvierte seinen ersten Auftritt 1983 in Max Frischs Die große Wut des Phillip Hotz und hatte schon als Schüler im BRG Wien VII, Kandlgasse Erfolge mit Raimund- und Nestroy-Stücken. Er war von 1986 bis 1992 Mitglied des Graumanntheaters und absolvierte dort seine Schauspielausbildung bei Michael Mohapp und Dany Sigel. Bekannt wurde er unter anderem mit der Fernsehsendung Wer lacht, gewinnt mit Ossy Kolmann.
Niavarani ist Autor vieler Revuen des Kabarett Simpl, wo er 1989 erstmals auftrat und dessen künstlerische Leitung er 1993 übernahm. Daneben ist er immer wieder in Kinofilmen und Fernsehserien zu sehen. Seit September 2004 ist er Stammgast beim ORF-Comedy-Quiz Was gibt es Neues?.
Sein Kabarettprogramm Encyclopaedia Niavaranica an der Seite von Thomas Mraz hatte am 2. März 2008 Premiere im Kabarett Simpl.
Im Mai 2009 übernahm Niavarani für ein Jahr den Ehrenschutz für den Verein-VOBIS im Rahmen der SozialMarie.
Seit Oktober 2010 ist Niavarani nebenberuflich journalistisch tätig: Unter dem Titel Niavaranis relevante Fragen interviewt er (in Fragebogenform) für ein österreichisches Internet-Nachrichtenportal Prominente, wie beispielsweise: Christina Stürmer, Thomas Glavinic oder Robert Palfrader. Die 41 Fragen reichen von philosophischen Elementen („Haben Sie manchmal davor Angst, dass Sie sich für Ihr Handeln auf Erden irgendwann an einem anderen Ort verantworten müssen?“) bis zu intimen Lebensbereichen („Wie groß ist der Unterschied zwischen Ihrem realen Sexualleben und Ihren sexuellen Fantasien?“).
Von 2011 bis 2013 war Niavarani der Nachfolger von Felix Dvorak als Intendant bei den Festspielen in Berndorf (Niederösterreich).
Zum Jahreswechsel 2012/2013 trat Niavarani an der Seite der Münchner Kabarett-Kollegin Monika Gruber in der Wiener Stadthalle mit dem Programm Best of Beide auf.
2014 gründete Niavarani mit Georg Hoanzl die „Niavarani & Hoanzl GmbH“, die in der Marx Halle im ehemaligen Schlachthof-Areal in Wien-Landstraße das neu gegründete Theater Globe Wien betreibt. Die erste Produktion war Die unglaubliche Tragödie von Richard III. (Regie: Vicky Schubert, Buch: Michael Niavarani), eine an das Original von William Shakespeare angelehnte Umarbeitung des tragischen Stücks als Komödie. Mit Romeo & Julia – Ohne Tod kein Happy End folgte im März 2016 die zweite Produktion im gleichen Genre.
2014 gründeten Michael Niavarani, Helen Zellweger und Georg Hoanzl zudem den Schultz & Schirm Bühnenverlag. Geschäftsführende Gesellschafterin ist Helen Zellweger.
2019 erwarb Niavarani das Kabarett Simpl, mit der Saison 2019/20 kehrte er als künstlerischer Leiter ans Simpl zurück.

## Auszeichnungen
2006 gewann Niavarani die Goldene Romy als beliebtester männlicher Serienstar, 2007 und 2008 als beliebtester Kabarettist. 2011 wurde er in der Fernsehshow Österreich wählt … zum lustigsten Österreicher gewählt.
2012 wurde er mit dem Buchliebling in der Kategorie Belletristik für Der frühe Wurm hat einen Vogel ausgezeichnet. 2013 erhielt er den Johann-Nestroy-Ring der Stadt Bad Ischl.
Im Rahmen der Verleihung des Nestroy-Theaterpreises 2020 wurde er mit dem Publikumspreis ausgezeichnet.

## Kabarettprogramme
- 2003: Niavaranis Kühlschrank

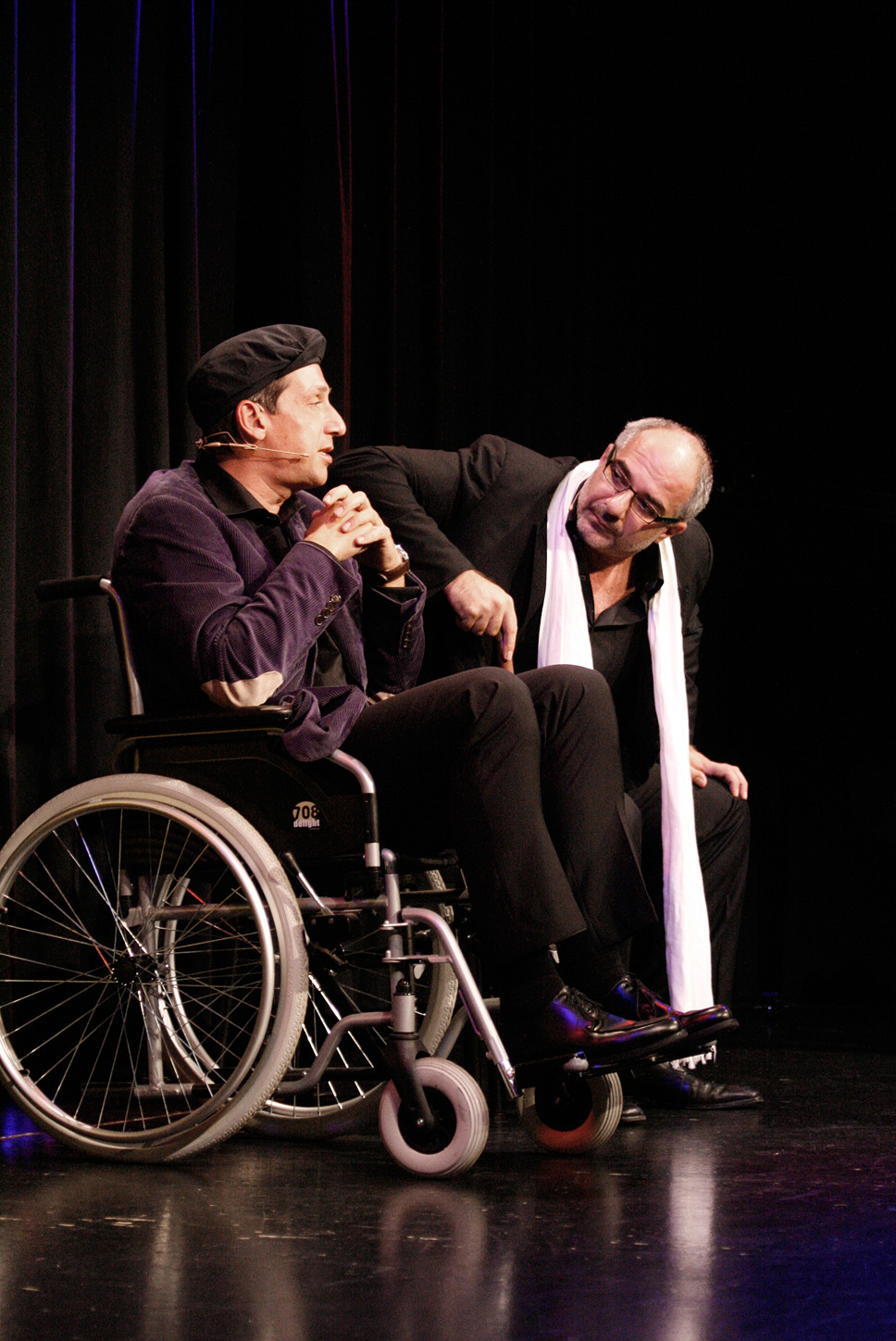
Niavarani und Viktor Gernot in Zwei Musterknaben (2010)

- 2006: Gefühlsecht (zusammen mit Viktor Gernot)
- 2009: Encyclopaedia Niavaranica
- 2010: Alles, was ich schon immer machen wollte – und das an einem Abend!
- 2011: Zwei Musterknaben (zusammen mit Viktor Gernot)
- 2012/2013: Monika Gruber und Michael Niavarani: Best of Beide
- 2014: Homo Idioticus – eine Kulturgeschichte des Trottels
- 2015: Zu blöd um alt zu sein – Otto Schenk und Michael Niavarani im Gespräch auf der Bühne

## Kinofilme
- 1990: I love Vienna (Regie: Houchang Allahyari)
- 1993: Höhenangst (Regie: Houchang Allahyari)
- 1999: Wanted (Regie: Harald Sicheritz)
- 2008: Ein Augenblick Freiheit (Regie: Arash T. Riahi)
- 2009: Salami Aleikum (Regie: Ali Samadi Ahadi)
- 2014: Die Mamba (Regie: Ali Samadi Ahadi)
- 2015: Österreich: Oben und Unten (Sprechrolle)

## Fernsehen (Auswahl)
Fernsehserien bzw. -shows:
- Comedy Express
- Wer lacht gewinnt
- Kaisermühlen-Blues
- Jahrhundertrevue
- Wodka Orange (Sketchcomedy mit Viktor Gernot)
- MA 2412
- Dolce Vita & Co
- Was gibt es Neues?
- Dorfers Donnerstalk
- Novotny & Maroudi – Zahngötter in Weiß (Serie mit Andreas Vitásek)
- Open House (Improvisationsserie mit Viktor Gernot)
- Ex – Eine romantische Komödie

Fernsehfilme:
- 1996  Tatort: Mein ist die Rache
- 2003: Erbin mit Herz (Regie: Holger Barthel)
- 2019: Vienna Blood – Königin der Nacht

## Bücher

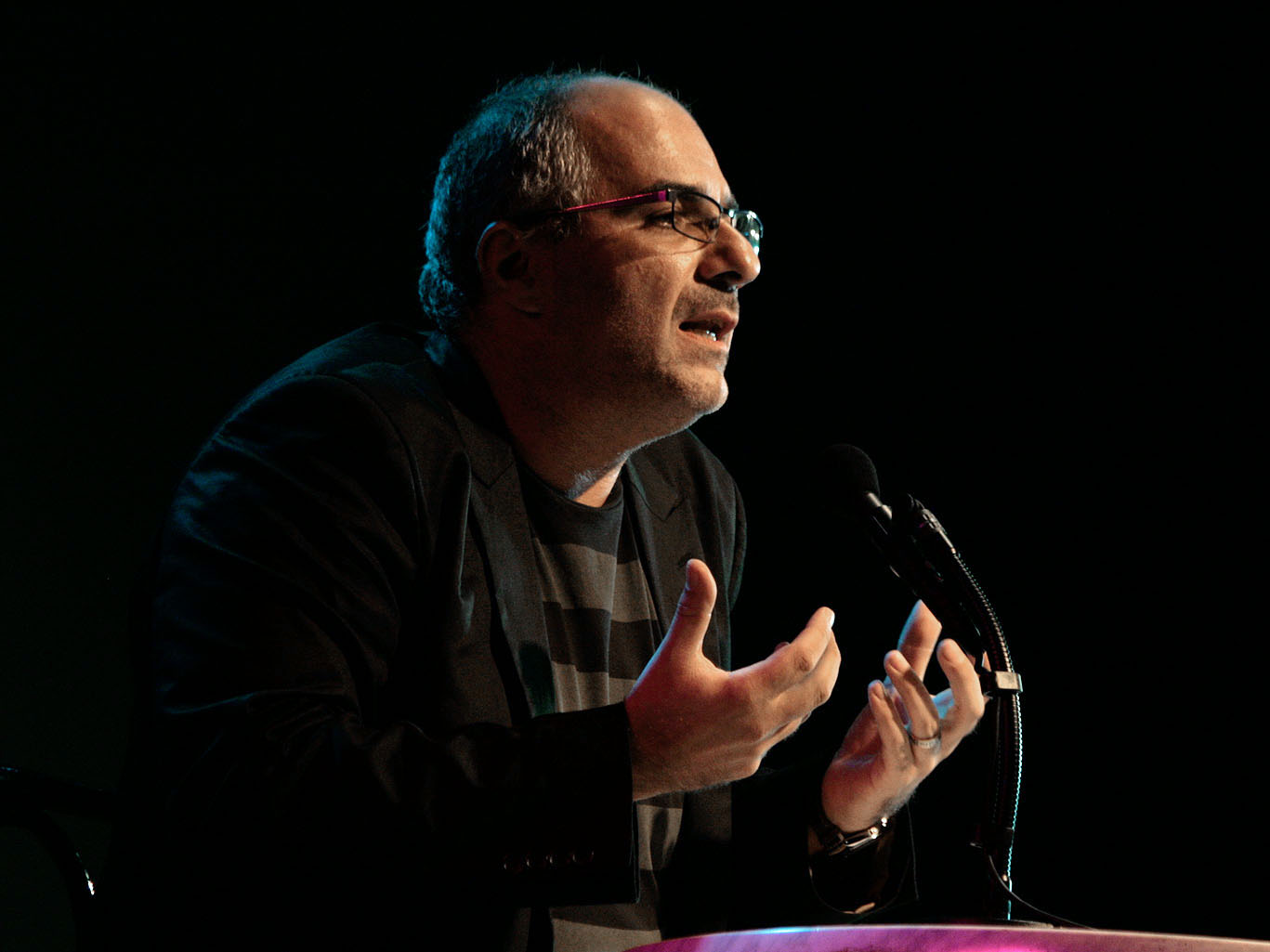
Niavarani liest aus Vater Morgana (2009)

- Zum Lachen in den Keller. Amalthea Signum, Wien 2007, ISBN 3-85002-610-8.
- Vater Morgana: Eine persische Familiengeschichte. Amalthea Signum, Wien 2009, ISBN 3-85002-689-2.
- Der frühe Wurm hat einen Vogel. Amalthea, Wien 2011, ISBN 978-3-85002-764-9.
- Die unglaubliche Tragödie von Richard III. Frei nach William Shakespeare. Eine Komödie von Michael Niavarani. Schultz & Schirm Bühnenverlag, Wien 2015, ISBN 978-3-9503907-1-1.
- Die höchst beklagenswerte und gänzlich unbekannte Ehetragödie von Romeo & Julia: Ohne Tod kein Happy End. Eine Komödie von Michael Niavarani sehr lang nach William Shakespeare. Schultz & Schirm Bühnenverlag, Wien 2016, ISBN 978-3-9503907-4-2.
- Ein Trottel kommt selten allein. Amalthea Signum, Wien 2017, ISBN 978-3-99050-066-8.
- Niavarani liest Nestroy: Es glaubt kein Mensch, was ein jeder Mensch glaubt, was er für ein Mensch ist. Schultz & Schirm Bühnenverlag, Wien 2020, ISBN 978-3-9503907-9-7.